# Eulepidotis argyritis
Eulepidotis argyritis là một loài bướm đêm trong họ Erebidae.